# Español de América

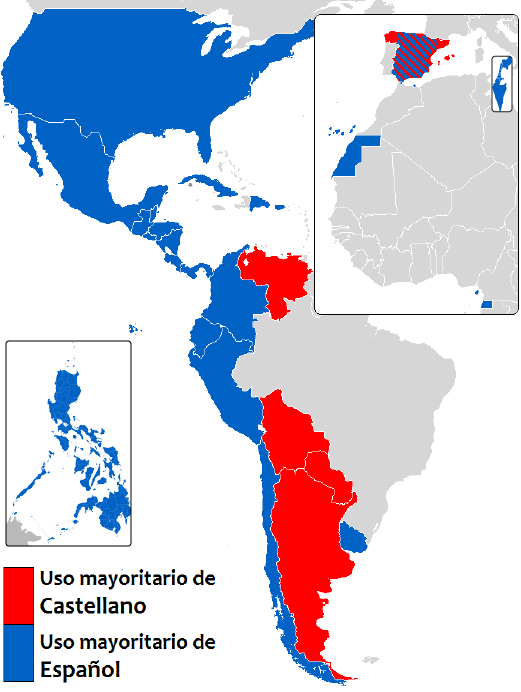
Mapa del uso de las palabras «castellano» y «español» para referirse al nombre del idioma.

El español/castellano de América o el español/castellano americano es el conjunto de variedades del español o castellano que se habla en el continente americano desde la llegada de los españoles a finales del siglo XV y principios del siglo XVI hasta la actualidad. Incluye alrededor del 90 % de los hispanohablantes del planeta. La pronunciación varía de país a país y de región a región. En términos muy generales, el habla del continente americano muestra muchas características comunes similares a las variantes del sur de España, especialmente al oeste de Andalucía (Sevilla, Cádiz) y las Islas Canarias. La lengua vernácula en las costas de casi toda Hispanoamérica muestra similitudes particularmente fuertes con los patrones de habla andaluza. Existen numerosas particularidades regionales y expresiones idiomáticas dentro del español. En el español americano, las palabras de préstamo directamente del inglés son más frecuentes[cita requerida] y hay gran influencia de las lenguas originarias de las culturas indígenas de cada lugar. Los anglicismos son más comunes en Hispanoamérica que en España, debido a la influencia estadounidense más fuerte y directa debido a su cercanía y relaciones políticas. Los idiomas indígenas han dejado su huella en el español americano, un hecho que es particularmente evidente en el vocabulario relacionado con la flora, la fauna y los hábitos culturales. Sin embargo, el español europeo también ha absorbido numerosas palabras de origen amerindio, aunque por razones históricas, la gran mayoría de ellas se toman del quechua, náhuatl y de varias lenguas caribeñas, regiones con mayor contacto portuario. Las palabras derivadas del árabe son comunes en el castellano hispanoamericano, y están influenciadas por el español andaluz, como por ejemplo: alcoba («dormitorio») en lugar de cuarto, habitación, recámara y muchos otros sinónimos y alhaja («joya») en lugar de joya estándar. En este sentido léxico, el español americano está más cerca de los dialectos que se hablan en el sur de España, variando otras cuestiones como la fonética y la morfosintaxis.

## Oficialidad
El español o castellano es el idioma oficial de iure o de facto, en estas jurisdicciones en América: Argentina, Bolivia, Chile, Colombia, Costa Rica, Cuba, Ecuador, El Salvador, Guatemala, Honduras, México, Nicaragua, Panamá, Paraguay, Perú, República Dominicana, Uruguay, Venezuela y Puerto Rico. Todos estos territorios conforman la región denominada Hispanoamérica. Existen también grandes comunidades hispanohablantes autóctonas o inmigrantes en países americanos donde el español no es idioma oficial, como en Estados Unidos, donde es el segundo idioma más hablado; Belice, Canadá, Trinidad y Tobago y Brasil, al igual que en otros territorios como en las Islas Malvinas.

## Clasificación
Tradicionalmente, el español hablado en América suele dividirse en dos super-zonas: tierras altas y tierras bajas. Coincidiendo por lo general con interior y zonas costeras respectivamente. Los rasgos fonéticos que suelen usarse para delimitar ambas zonas son: existencia o no de aspiración y elisión de /s/ implosiva, /n/ final velar o alveolar, confusión de líquidas /l/ y /r/ y elisión o mantenimiento de /r/ final.

## Características comunes
Tanto el español americano como el ibérico son descendientes del español medio (no obstante, algunos rasgos arcaizantes se mantuvieron dialectalmente en algunas variedades del español ibérico (Ej: la /h/ aspirada); en general, dichos rasgos están ausentes del español de América).
No existe ninguna característica específica definitoria del español de América, el término tiene más relevancia geográfica que lingüística. Algunas características presentes en todas las variedades de América (como el seseo: ausencia de diferenciación entre los fonemas /s/ y /θ/) también están presentes en algunos dialectos peninsulares. De hecho, el español americano es una abstracción que comprende un conjunto de variedades diferentes, tanto a nivel léxico como fonológico, si bien existen características generales compartidas por la mayoría o todos los hispanohablantes americanos. Algunas de estas últimas se detallan a continuación.

### Seseo

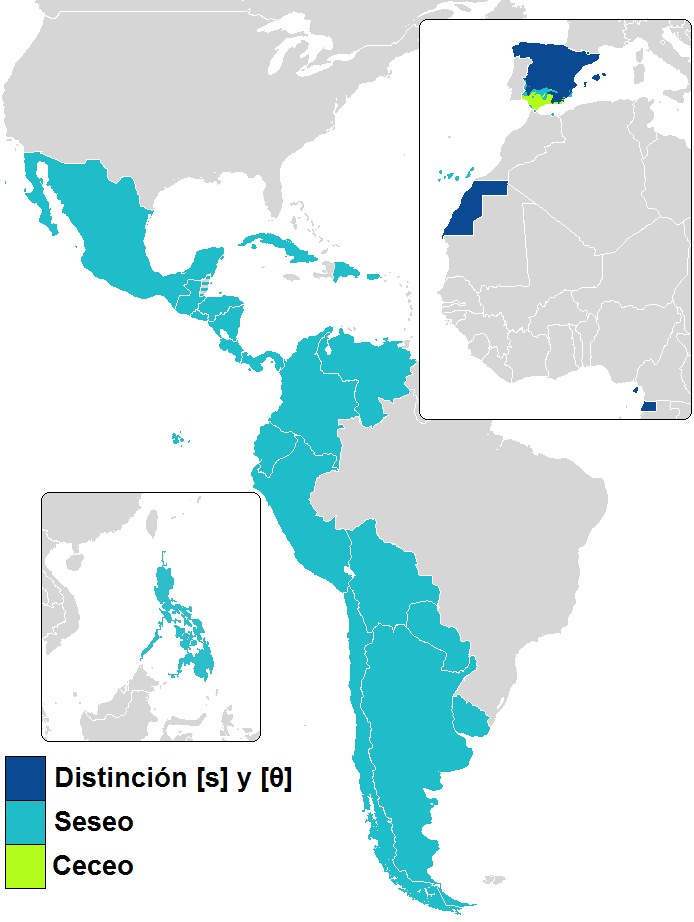
Seseo en color celeste

El seseo es el fenómeno más representativo del español americano, al igual que en algunas regiones del sur de España (Andalucía y las Islas Canarias), por el cual los fonemas representados por las grafías c (ante e o i), z y s suenan igual, asimilándose a la consonante fricativa alveolar sorda /s/, en contraposición al ceceo que se emplea en algunas variantes del sur de España, cuyas s, ce, ci y z suenan de modo similar a la pronunciación de la consonante fricativa interdental sorda /θ/, (similar a la th inglesa) y a la distinción entre /s/ y /θ/ que ocurre en el centro y norte de España.

### Yeísmo

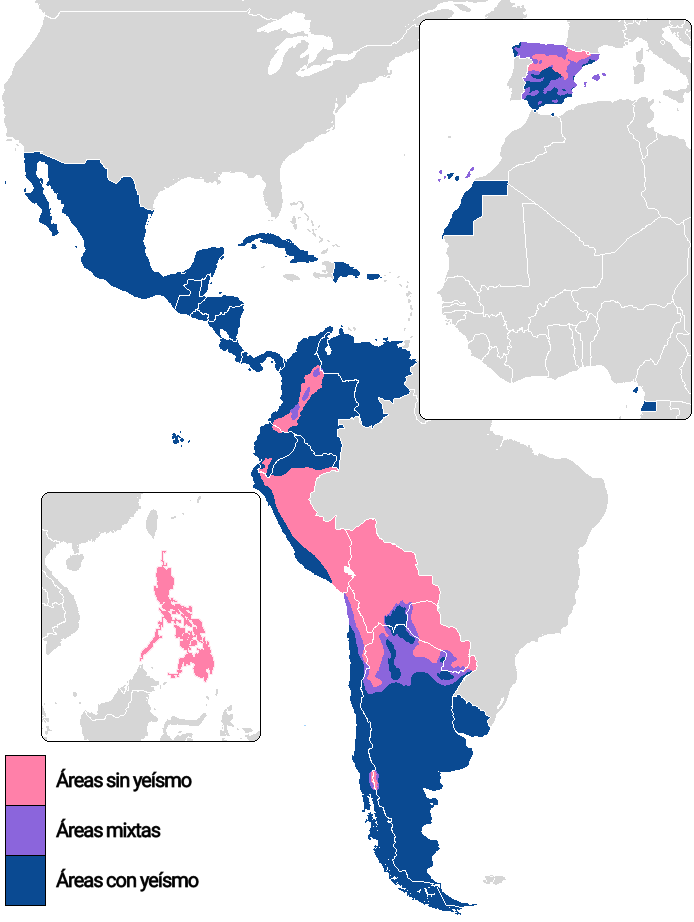
Yeísmo y áreas distinguidoras.

La mayoría de dialectos del español americano utilizan variedades que presentan yeísmo, bajo el cual la pronunciación del sonido de la ll (/ʎ/) es idéntica a la de la y (/j/). En el español rioplatense, el yeísmo se presenta con rehilamiento, porque los hablantes pronuncian ambos sonidos ll y y como [ʒ] o [ʃ], un sonido similar a sh.
Una excepción notable al yeísmo generalizado de América es la zona andina, donde el español estuvo sometido a la influencia de lenguas como el quechua o el idioma aimara, que también muestran la distinción entre la lateral palatal /ʎ/ y el sonido /ʝ/. La mayoría del español hispanoamericano generalmente presenta yeísmo: no hay distinción entre ll y la y. Sin embargo, la realización varía mucho de una región a otra. Sin embargo, en el caso de España el yeísmo es una característica en expansión, particularmente en el habla urbana de las grandes ciudades (Madrid, Toledo, Barcelona, Sevilla) y especialmente en toda Andalucía y las Islas Canarias, aunque en algunas áreas rurales del norte como Castilla y León y Aragón el sonido [ʎ] no ha desaparecido por completo. La pronunciación tradicional del dígrafo de ll como [ʎ] en América se conserva en algunos dialectos a lo largo de la cordillera de los Andes, especialmente en el interior de Perú, Ecuador y las tierras altas de Colombia (Santander, Boyacá, Nariño), el noroeste de Argentina y todo Bolivia y Paraguay.

### Voseo

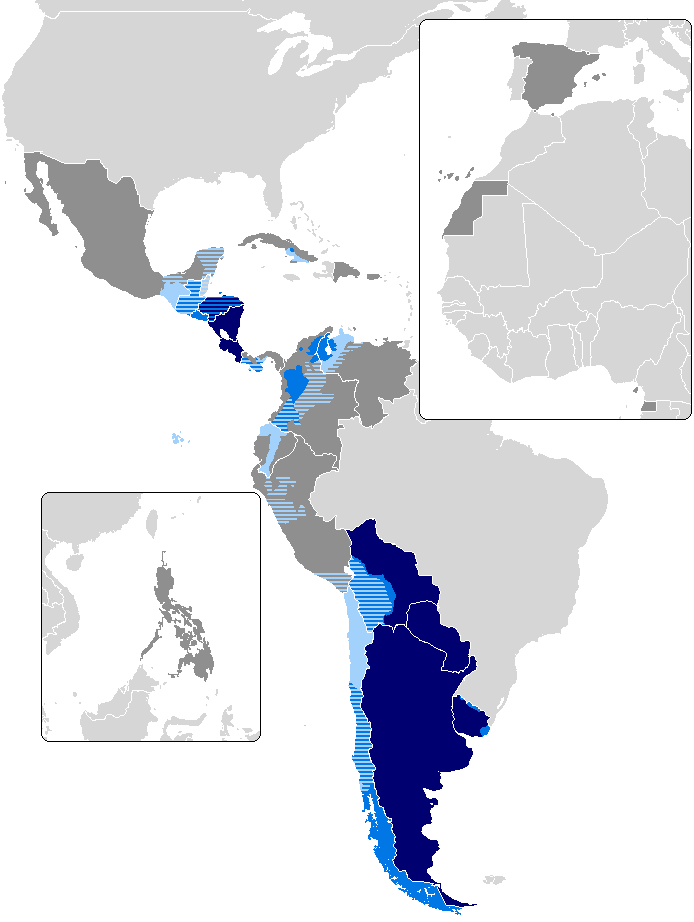
Voseo generalizado de forma oral y escrita
Voseo oral generalizado
Voseo coexistente con el tuteo o voseo regional desprestigiado
Sin voseo

Otra característica presente en América y ausente en España, de vasto uso es del pronombre «vos» proveniente 
del castellano antiguo. En algunas variantes del castellano americano se emplea la forma vos para el pronombre de segunda persona singular en lugar de 'tú'. El voseo es mayoritario en el español rioplatense y el español paraguayo, y convive con mayor o menor fuerza con el tuteo en el español chileno, andino y centroamericano; en tanto que es minoritario o inexistente en el español de Perú, México y el Caribe. Otro ejemplo puede ser encontrado en los departamentos de Antioquia, Valle del Cauca, Nariño y Norte de Santander (Ocaña) en Colombia, la provincia del Azuay en Ecuador, el estado Zulia en Venezuela, donde el voseo es predominante.

### Uso del pronombre «ustedes»
El plural de «usted» («ustedes») cumple en el español americano, al igual que en las Islas Canarias y anteriormente en algunas zonas de Andalucía, la función de segunda persona del plural, en completa sustitución de 'vosotros (-as)', en la liturgia o en la lengua literaria escrita, en especial en contextos retóricos o para traducciones de obras extranjeras (editadas por lo general con un mismo texto tanto para España como Hispanoamérica como la Biblia). Así, el vosotros sólo se usaría, en la lengua hablada corriente, en la España peninsular y en Guinea Ecuatorial como una forma de trato familiar plural, acompañada de las conjugaciones clásicas del voseo reverencial, quedando reservado 'ustedes' en estos lugares para el tratamiento cortés o respetuoso. No aparecería sin embargo en el habla tradicional de Islas Canarias, donde 'vosotros' es sustituido por el pronombre 'ustedes' y su conjugación de tercera persona al igual que América. Los únicos casos en que no se da esto en el archipiélago pueden deberse a la influencia mediática reciente, o al uso del estándar literario. Asimismo, en zonas de Andalucía Occidental, si bien es bastante normal el uso de la forma pronominal 'vosotros', no es raro oír en el habla coloquial poco cuidada o incluso vulgar las conjugaciones propias de 'vosotros' en combinación con el pronombre 'ustedes' para situaciones de no cortesía ("¿ustedes de dónde sois?"), mucho más frecuente en estratos de nivel sociocultural bajo que en hablantes cultos, donde esta forma es evitada con bastante mayor frecuencia; incluso puede llegar a darse en tales casos la sustitución de "os" por "se" en combinación con la conjugación de 'vosotros' ("ustedes se vais callando"), o la sustitución del imperativo plural por la forma de infinitivo con pronombre "se" ("¡Ustedes callarse!", en lugar de "¡Vosotros callaos!").

### Omisión del pronombre «vuestro»
Al igual que ocurre con los pronombres 'ustedes' y 'vosotros', la forma de hacer referencia para indicar la relación de pertenencia entre lo poseído y dos o más poseedores, entre los que no se incluye el hablante varía en el español americano del Español ibérico continental y el de Guinea Ecuatorial. Siendo en tal caso sustituido por 'su' para 'vuestro' y 'sus' para 'vuestros'. Esto también ocurre en las Islas Canarias, quitando las excepciones dadas por la influencia mediática. En dichos sitios en vez de decir «Podéis quitaros vuestros abrigos» se dice «Pueden quitarse sus abrigos». Usando lo que se conoce en la España continental como la manera formal de la lengua.

### Uso extendido del pretérito simple
En América se pierde el uso del pretérito compuesto frente al pretérito perfecto simple, sin distinción de clase y nivel sociocultural o edad, y es predominante en ambientes cultos y medios de comunicación. Frases como por ejemplo: Yo he escrito y Yo escribí, en tiempo compuesto y simple respectivamente tienen un significado diferente en la mayor parte de España, usándose el compuesto para hablar de situaciones en un pasado inmediato y el simple para un tiempo indeterminado en algo ocurrido anteriormente. Mientras que en América se emplea el tiempo simple para ambos casos, reservándose el compuesto para indicar posibilidad o indicar que una acción si ocurrió, Yo no he escrito, se traduce como no haber realizado la acción pero aún hay tiempo o posibilidad de hacerla, mientras que No escribí indica que no hay posibilidad o voluntad de hacerlo. Este fenómeno ocurre también en las Islas Canarias, a diferencia de casi toda España donde la diferenciación entre ambos tiempos es predominante. En algunas zonas de los Andes puede existir cierto uso del compuesto aunque por influencia de la gramática del quechua y en diferentes situaciones que en España. En el Río de la Plata el uso del simple puede ser incluso total desapareciendo casi por completo el tiempo compuesto, algo similar ocurre en Galicia y Asturias.

### Rasgos fonéticos

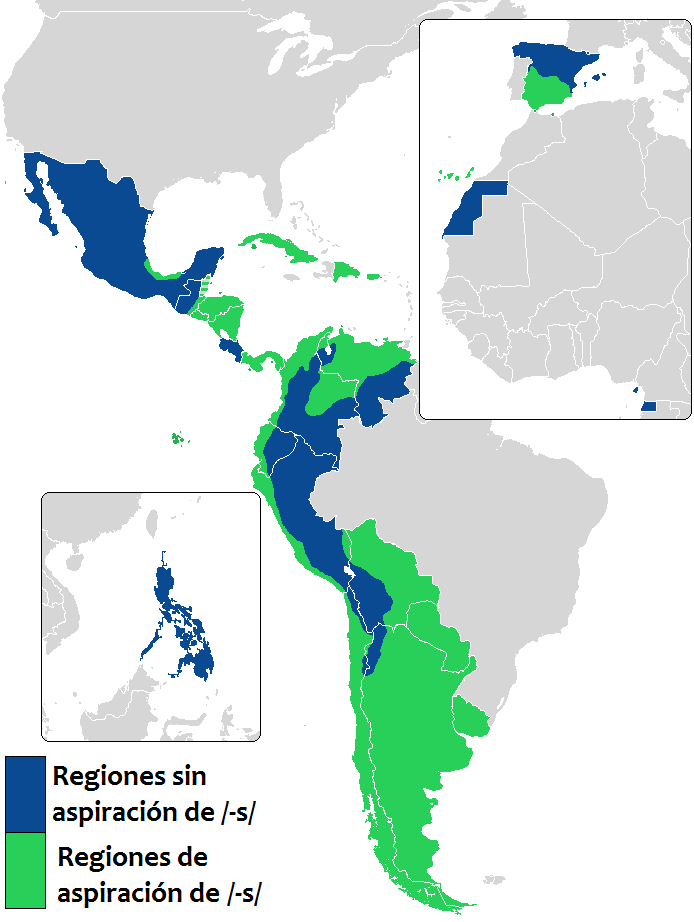
Zonas con aspiración y elisión de /s/ y zonas con mantenimiento. Es el rasgo más importante para la división en tierras altas (mantenimiento) y tierras bajas (aspiración o elisión) en América.

- Los cinco sonidos vocálicos, suelen ser estándar en gran parte del continente, no obstante, en el español de México, pueden asimilarse y debilitarse en favor de las consonantes (no estándar); y en el español andino de Perú y Bolivia en ciertos lugares suelen reducirse a tres: /a/, /i/ y /u/, por influencia de la fonética indígena.
- La mayor parte de España, particularmente las regiones del norte que tienen el fonema /θ/ distintivo (con la "Z" y "C" ante "e" e "i"), articulan /s/ con la punta de la lengua contra la cresta alveolar. Fonéticamente se trata de una sibilante apicoalveolar [s̺], que recuerda a las fricativas retroflejas. Para un hispanoamericano los dialectos con la /s/ en español del norte o centro de España pueden sonar parecido a la [ʃ] que recuerda al sonido sh. Sin embargo, esta realización apico-alveolar de /s/ no es infrecuente en algunos dialectos del español americano que carecen de [θ]; como en algunas regiones del interior colombiano (particularmente Antioquia, véase español paisa, el Altiplano Cundiboyacense y Nariño) y en zonas andinas de Bolivia, Ecuador y Perú también tienen un /s/ apicoalveolar y apicodental. Fuera de estos casos aislados, la /s/ se realiza laminar (predorsal) y por lo general dental en el continente americano, similar al sur de España.
- La mayoría de los hablantes de los dialectos costeros o de «las tierras bajas» (algunas áreas costeras de México, el Caribe, la mayor parte de Centroamérica, las costas de Colombia, Ecuador y Perú; Chile, Paraguay, Uruguay y la mayor parte de Argentina, Bolivia y Venezuela) pueden aspirar la /s/ final [h], o elidirlo por completo, de modo que esta [esˈta] suene como [ehˈta] o [eˈta], como en el sur de España (Andalucía, Extremadura, Murcia, Castilla-La Mancha, excepto el noreste; Madrid, las Islas Canarias, Ceuta y Melilla).
 En cambio, en «las tierras altas» (México, excepto algunas áreas costeras; Guatemala, Costa Rica, los Andes de Bolivia, Colombia, Ecuador y Perú, el noroeste de Argentina y el norte de España) este fonema nunca se aspira o debilita en posición final.
- Al igual que en la mayoría de España, el betacismo, la no distinción entre b y v, es predominante y norma general en la actualidad. El sonido labiodental de la v está ausente, sonando igual que la b, salvo en personas que hayan sido instruidas en su pronunciación por el sistema educativo.
- El sonido de la ch es estándar en la mayoría del continente, realizándose como una africada postalveolar sorda /t͡ʃ/. No obstante en países como Chile (donde está desprestigiado socialmente), algunas zonas del Norte de México y del Caribe se fricatiza convirtiéndose en una fricativa postalveolar sorda /ʃ/, correspondiendo al sonido sh, haciendo que palabras como "chaleco" suenen como shaleco, este fenómeno igual ocurre en Andalucía occidental y está ausente en otras regiones. De igual forma, en América no se presenta el alófono alveolar /t͡s/, el cual es común para pronunciar el dígrafo en el centro y norte de España.
- La pronunciación de la j varía bastante en el continente. El sonido aspirado o glotal /h/, típico de Andalucía occidental y las Islas Canarias, se encuentra en el Caribe, Centroamérica, la costa ecuatoriana y casi toda Colombia incluyendo el interior, mientras que en México, los Andes de Ecuador, todo el Perú y Bolivia y Chile, se pronuncia velar /x/, siendo este el sonido estándar del norte de España. Sin embargo, no se presenta el alófono uvular castellano /χ/ en ningún país americano.
- En muchas variedades caribeñas (véase Español caribeño), los fonemas /l/ y /r/ al final de una sílaba suenan igual o pueden intercambiarse (confusión de líquidas): caldo> ca [r] do, cardo> ca [l] do. Igualmente la /r/ en la posición final de la palabra, queda en silencio [h]: tener> [te.ne]. Esto sucede también a un nivel reducido en la costa de Ecuador y Chile. Es una característica originaria de Extremadura (véase Español castúo) y Andalucía occidental (véase Dialecto andaluz).
- En muchas regiones andinas (véase Español andino), y otros países del continente la vibración alveolar la /r/ en palabras como rata y carro se realiza como un alveolar aproximado [ɹ]. La realización aproximada alveolar está particularmente asociada con un sustrato autóctono quechua y chibcha y es bastante común en varios países, especialmente en el interior de Ecuador, Perú, la mayor parte de Bolivia, suroccidente (y en menor medida centro) de Colombia y en partes del noreste de Argentina y Paraguay. Otra modalidad de la pronunciación de la /r/ en estas mismas zonas es su asibilación o sonido arrastrado que recuerda a una consonante retrofleja. Este fenómeno también es común en el centro y sur de México en posición final y en el español de Costa Rica. Las secuencias como -tr también suelen presentar el fenómeno. En España la asibilación de la /r/ sólo existe en algunas zonas rurales de La Rioja, Navarra y Aragón y es inexistente en otros lugares y la norma culta.
- La pronunciación final de /n/ es velar [ŋ] en muchas variantes del castellano americano. Esto significa que una palabra como pan a menudo se articula ['paŋ]. Para un angloparlante, los hablantes que tienen una articulación velar para /n/ final hacen que suene como pang. La velarización de /n/ final está tan extendida en América que es más fácil mencionar aquellas regiones que mantienen una /n/ alveolar: la mayoría de México, Perú, Ecuador, Colombia (excepto los dialectos costeros), Argentina (excepto algunas regiones del norte), Uruguay y Chile. En otros lugares, la velarización es común, aunque la consonante nasal alveolar puede aparecer entre algunos hablantes educados, especialmente en los medios de comunicación o en el canto. La forma velar de /ŋ/ también es frecuente en España, especialmente en los dialectos del sur de España (Andalucía y las Islas Canarias) y en el noroeste: Galicia, Asturias y León.
- Las consonantes sonoras /b/, /d/ y /ɡ/ se pronuncian como oclusivas después y, a veces, antes de cualquier consonante en la mayoría de los dialectos del español en Colombia (en lugar de la fricativa o aproximada que es característica de la mayoría de los otros dialectos): pardo [ˈpaɾdo ], barba [ˈbaɾba], algo [ˈalɡo], peligro [peˈliɡɾo], desde [ˈdezde/ˈdehde] —en vez de [ˈpaɾðo], [ˈbaɾβa], [ˈalɣo], [peˈliɣɾo], [ˈdezðe/ˈdehðe] de [ˈdezðe/ˈdehðe] de y el resto de la América española. Una excepción notable es el departamento de Nariño (véase español pastuso) y la mayoría de los dialectos costeños que presentan las realizaciones suaves y fricativas comunes a todos los demás dialectos hispanoamericanos y europeos.

## Dialectos principales
Las principales familias dialectales del español americano son las siguientes:
| N.º | Dialecto regional                  | Lugares | Detalles | Variedades |
| --- | ---------------------------------- | --- | --- | --- |
| 1   | Español andino                     | Región andina de Perú y Ecuador, oeste de Bolivia, suroeste de Colombia, noroeste de Argentina, norte de Chile     | Dialectos repartidos a lo largo de los Andes que combina elementos indígenas (más notables en las áreas rurales) y hablas españolas con base castellana, extremeña y en menor medida andaluza. Léxico rico en indigenismos (quechuismos) y entonaciones por lo general bajas y lentas, constituye una variedad de las "tierras altas". | Colla, nortino, norteño argentino, pastuso, serrano ecuatoriano, serrano peruano                                   |
| 2   | Español caribeño                   | Cuba, Puerto Rico, República Dominicana, Panamá, la mayor parte de Venezuela, norte de Colombia, sureste de México | Dialectos de las "tierras bajas" que harían parte de las zonas de más temprana de conquista y colonización por España, influencias de las hablas meridionales (del sur de España), particularmente de Andalucía Occidental y las Islas Canarias. Posee aportaciones africanas y una influencia amerindia muy reducida limitada al léxico. Se caracterizan por una entonación rápida y fuerte.                                                    | Central venezolano, costeño colombiano, cubano, dominicano, guaro, marabino, margariteño, panameño, puertorriqueño |
| 3   | Dialectos centroamericanos         | Costa Rica, Nicaragua, Guatemala, El Salvador, Honduras, suroeste de México Belice                                 | Variedades diversas del español en el subcontinente, influencias caribeña-andaluzada en las zonas costeras de "tierras bajas" y septentrionales en las "tierras altas" como Guatemala y Costa Rica. | Costarricense, guatemalteco, fraylescano, hondureño, nicaragüense, salvadoreño beliceño                            |
| 4   | Español rioplatense                | Región pampeana y patagónica de Argentina, Uruguay                                                                 | Dialectos principales de Argentina y Uruguay (Río de la Plata) con un caso excepcional, influencia de otra lengua no nativa, el italiano (principalmente napolitano), muy notable en la región pampeana argentina o Uruguay con destacable influencia en el léxico, además de aportes castellanos meridionales (canarios) y en menor medida septentrionales (gallegos). Puede encontrarse influencia del portugués en la entonación y el léxico. | Cordobés, patagónico, bonaerense/porteño, santafesino, uruguayo                                                    |
| 5   | Dialectos mexicanos                | México, suroeste de Estados Unidos                                                                                 | Variaciones del idioma en México con diferencias marcadas entre zonas norte y centro-sur, corresponden estas últimas a las variedades de "tierras altas". En el centro-sur del país influencia castellana importante, así como en menor medida hablas andaluzas y canarias, mientras que en el norte influencia de dialectos del norte de España y el inglés estadounidense. Es importante la influencia indígena, sobre todo náhuatl.           | Central mexicano, costeño mexicano, neomexicano, norteño mexicano, yucateco                                        |
| 6   | Español chileno                    | Chile, oeste de Argentina                                                                                          | Dialecto característico de casi todo Chile y la zona fronteriza con Argentina (Cuyo), tiene una marcada y total influencia meridional, de Extremadura y Andalucía, al igual que influencia indígena de distintos pueblos (quechuas, mapuches, etc). Usa un tipo particular de voseo y su entonación suele percibirse con diferencias de velocidad al hablar y un léxico similar a los países vecinos.                                            | Chileno, cuyano |
| 7   | Español paraguayo                  | Paraguay, noreste de Argentina, este de Bolivia                                                                    | Dialecto con una importante influencia guaraní. | Camba, guaranítico, paraguayo                                                                                      |
| 8   | Dialectos del interior de Colombia | Interior de Colombia y Andes de Venezuela                                                                          | Dialectos del interior colombiano y Estados venezolanos fronterizos, variedades de las "tierras altas" con cierta influencia castellana septentrional y aportes meridionales de Extremadura y Andalucía. | Cundiboyacense, bogotano/cachaco/rolo, gocho/santandereano, llanero, paisa, tolimense, vallecaucano                |
| 9   | Español ribereño                   | Región costera de Perú                                                                                             | Dialecto propio de las tierras bajas peruanas (costa central y sur) con cierto andalucismo o influencia meridional, pero también aportes castellanos septentrionales sobre todo en Lima, debido a su importancia en la época virreinal. | Costeño peruano |
| 10  | Español ecuatorial                 | Región Pacífica de Colombia, costa de Ecuador, noroccidente de Perú                                                | Variedad de la costa (tierras bajas) del Pacífico colombiano, ecuatoriano (donde se llama costeño) hasta la costa norte del Perú, posee una influencia africana importante y muy perceptible, dada una gran concentración de población afrodescendiente en esa zona. | Chocoano, costeño ecuatoriano/norteño peruano                                                                      |